# Стійло

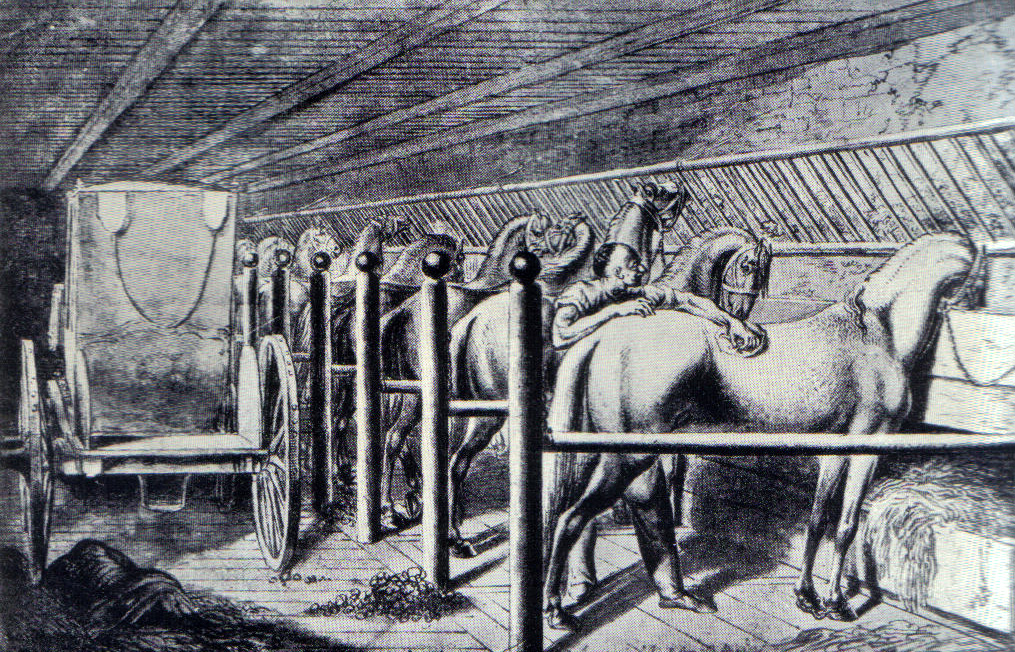
Коні в стійлах (1773)

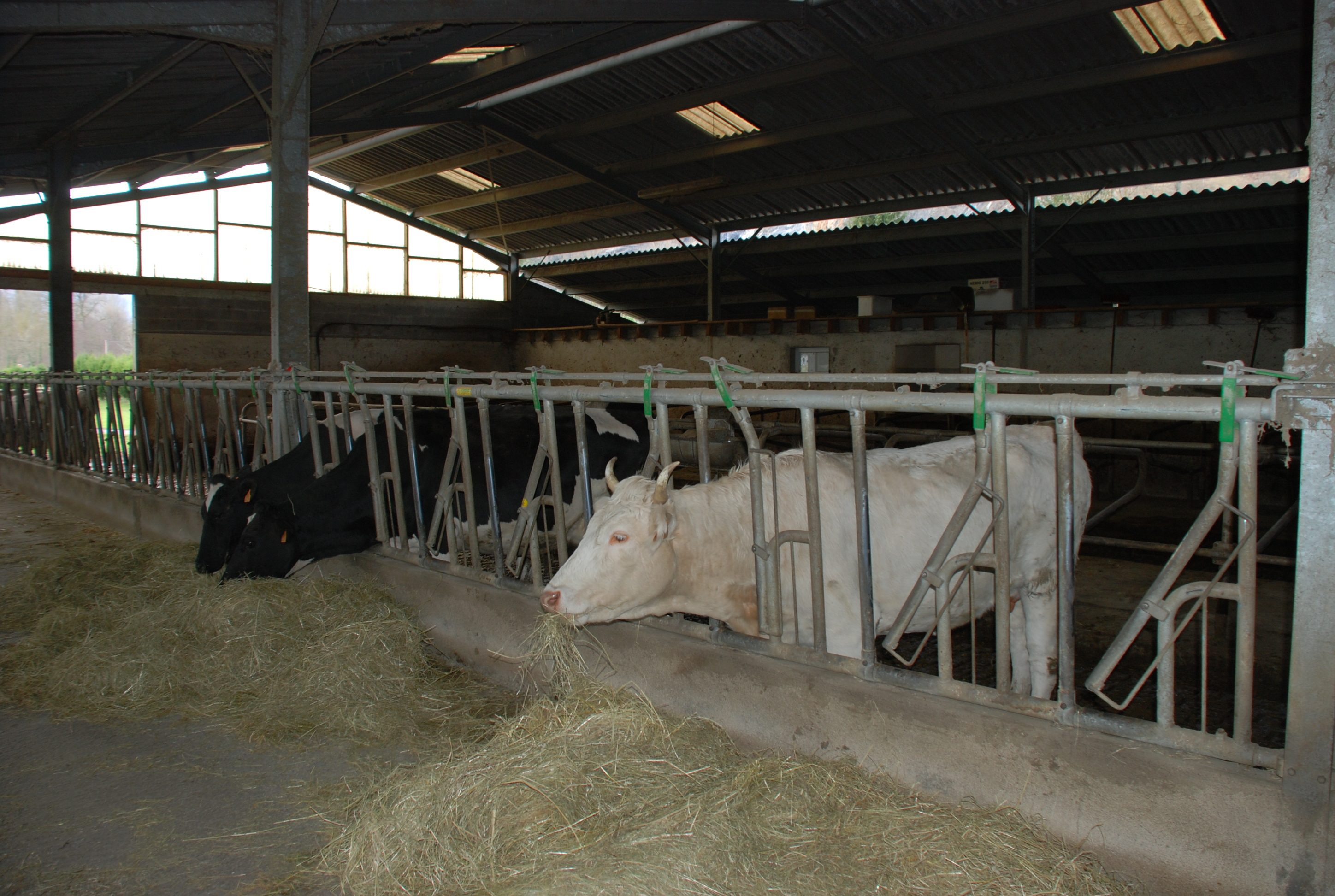
Корови в стійлах

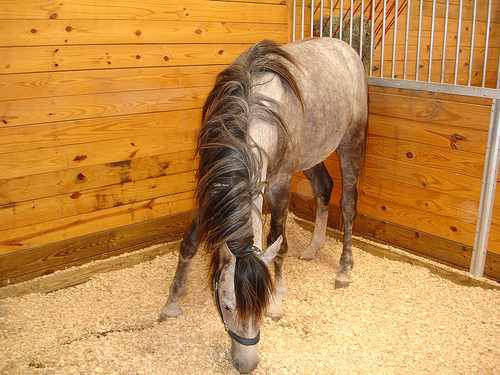
Кінь у деннику

Стійло, станок (різновид стійла називається денни́к) — місце індивідуального утримання сільськогосподарських тварин, відгороджене місце для одного коня в стайні або однієї корови в корівнику, хліві. Стійло відрізняється від денника тим, що набагато вужче за нього і розраховане на те, що тварина не буде в стійлі розвертатися (зазвичай це вимагає помістити тварину на прив'язь). Денник принаймні вдвічі ширший за стійло (часто денники утворюються поєднанням двох стійл), розрахований на безприв'язне утримання тварини і тому виконується у вигляді закритого приміщення. У стійлах зазвичай утримують корів і робочих коней, денники ж розраховані на племінних і скакових коней, жеребних кобил та інших тварин, що потребують особливого догляду.
Г. Г. Карлсен рекомендує глибину стійла і денника для коней у 2,85 метра (3,10 для великих коней), а ширину в 1,60 метра (1,80) для стійл і 3,20 метра (3,60) для денників. М. С. Рудомінер пропонує злегка більші розміри: глибину 3,30 метра (3,50) і ширину 1,75 метра для стійла і 3,45 (3,65) для денника.
Стійлом (заст. «стігло») також називають місце на випасі, де худоба скупчується під час спеки для відпочинку.